# 免疫化

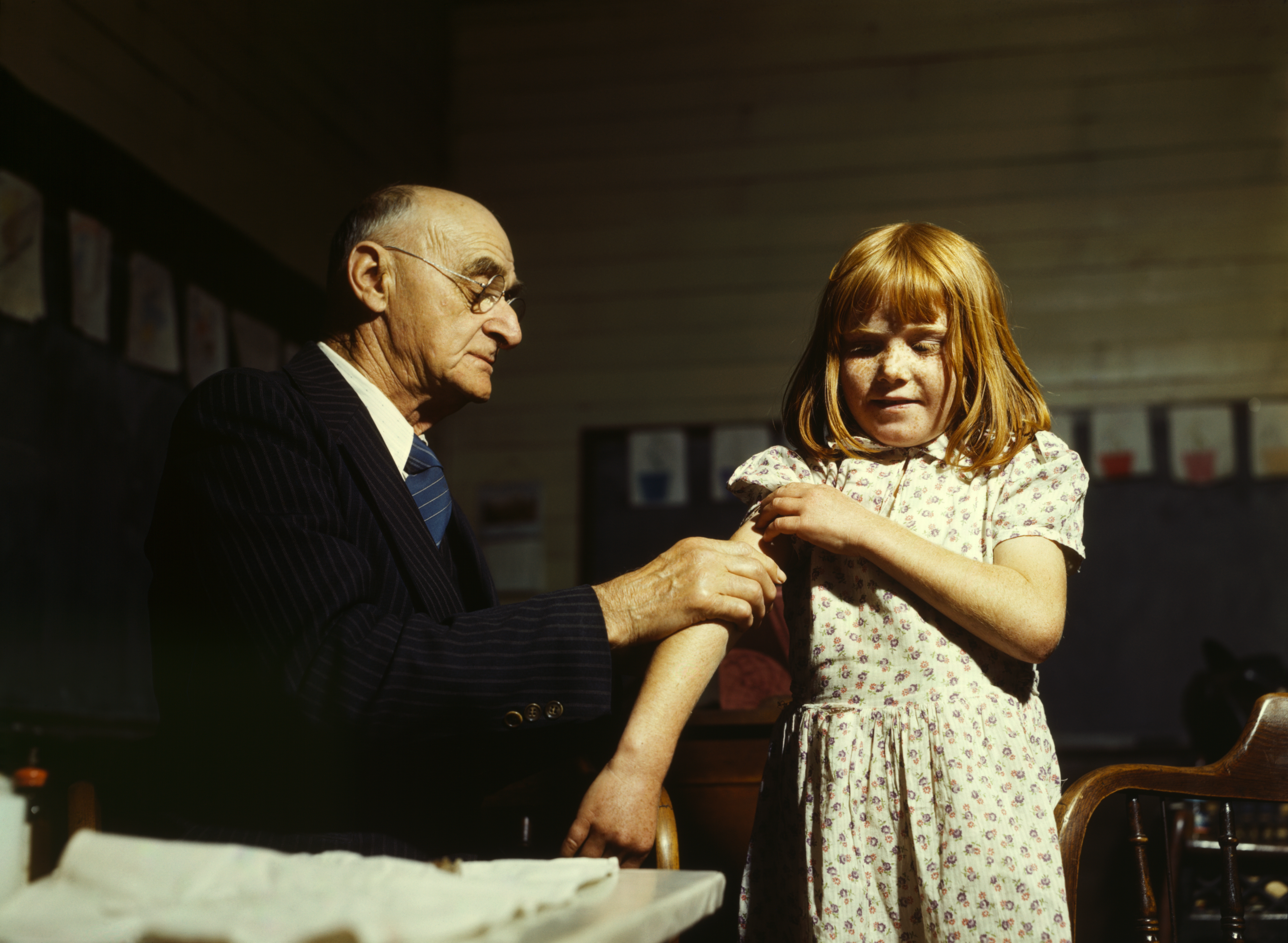
田舎の学校で腸チフスの予防接種を行うサンオーガスティンのシュライバー医師（テキサス州サンオーガスティン郡）。米国戦時情報局からの転送（1944年）

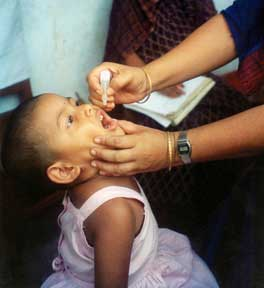
ポリオの予防接種を受けている子供

免疫化（めんえきか、英: immunization）または免疫付与は、ある物質（免疫原と呼ばれる）に対して個人の免疫系を強化するプロセスである。
このシステムは、体にとって異物である分子にさらされると免疫応答を編成し、また、免疫学的記憶によってその後の遭遇に迅速に応答する能力も発達させる。これは適応免疫の機能である。そのため、制御された方法で動物を免疫原をさらすことで、その体は自分自身を守ることを学ぶことができる。これは能動免疫と呼ばれる。
免疫によって改善される免疫系の最も重要な要素は、T細胞、B細胞、そしてB細胞が産生する抗体である。メモリーB細胞とメモリーT細胞は、外来分子との2回目の遭遇に対する迅速な応答を担っている。受動免疫とは、これらの要素を体内で生成するのではなく、これらの要素を体内に直接導入することである。
免疫化はさまざまな技術、最も一般的にはワクチン接種（vaccination、予防接種）で行われる。病気の原因となる微生物に対するワクチンは、体の免疫系を整え、感染症と戦ったり予防したりするのに役立つ。突然変異によって、がん細胞が、生体内で知られているタンパク質またはその他の分子を生成することができるという事実は、治療用がんワクチンの理論的基盤を形成している。他の分子も免疫に使うことができ、たとえばニコチンに対する実験的なワクチン（NicVAX）や、肥満ワクチンを作成する実験でのグレリンホルモンがあげられる。
免疫化は、特定の病気の軽症化を目指すよりもリスクが低く、その病気に対する免疫を得るためのより簡単な方法として広く述べられている。それらは、さまざまな病気から私たちを守ることができ、大人にも子供にも重要である。免疫化は、致命的な病気から子供たちを守るだけでなく、子供の免疫系を発達させるのにも役立つ。免疫化の使用により、米国を初めとする全世界では、いくつかの感染症や病気がほぼ完全に根絶された。その一例がポリオである。献身的な医療従事者と、予定通りにワクチンを接種した子供たちの両親のおかげで、1979年以降、米国ではポリオが撲滅された。ポリオは今でも世界の他の地域で発見されているため、ある程度の人々が感染する危険性がある。これには、ワクチンを接種したことがない人、すべてのワクチンを接種しなかった人、またはポリオがまだ流行している世界の地域に旅行する人が含まれる。
能動免疫／ワクチン接種は、「20世紀における公衆衛生上の10大成果」の一つに選ばれている。

## 歴史
ワクチンが導入される前は、人々は感染症に罹患し、それを生き延びることでしか感染症の免疫を得ることができなかった。天然痘（痘瘡）は、このような自然の病気よりも穏やかな効果が得られる接種によって予防された。天然痘の接種について最初の明確に言及したのは、中国の作家Wan Quan（1499-1582）が1549年に出版した『Douzhen xinfa（痘疹心法）』である。中国では、天然痘のかさぶたを粉にしたものを健康な人の鼻に吹き込んでいた。その後、患者は軽度の病気を発症し、それ以降は免疫があった。この手法の死亡率は0.5〜2.0%であったが、病気自体の死亡率が20〜30%であることよりも、かなり低かった。1700年、ロンドンの王立協会によって、中国で行われている接種慣行に関する報告が受け取られた。1つは中国に駐在する東インド会社の従業員から報告を受けたマーチン・リスター博士と、もう1つはクロプトン・ヘイバーズによるものである。ヴォルテール（1742年）によると、トルコ人は隣国チェルケシアから接種を導入したという。ヴォルテールは、チェルケシアがどこから技術を得たのか推測していないが、中国人が「この100年」それを実践していると報告している。これは、1721年にメアリー・ウォートリー・モンタギュー夫人によってトルコからイギリスに持ち込まれ、同じ年にボストンでザブディール・ボイルストン医師が使用した。1798年、エドワード・ジェンナーは、より安全な手順である牛痘（天然痘ワクチン）の接種を導入した。ワクチン接種（vaccination）と呼ばれる牛痘を用いた手順は、現在では区別するために人痘接種（variolation）と呼ばれている天然痘の接種へ徐々に置き換わった。1880年代まで、ワクチン／ワクチン接種は天然痘のみを指す用語だったが、ルイ・パスツールが、鶏コレラや動物の炭疽症、ヒトの狂犬病に対する免疫法を開発し、これらの新しい手順をカバーするようにワクチン／ワクチン接種という用語を拡張することを提案した。麻疹ワクチンやインフルエンザワクチンなど、どのワクチンを使用しているかを明記しないと、混乱を招く可能性がある。

## 受動免疫と能動免疫

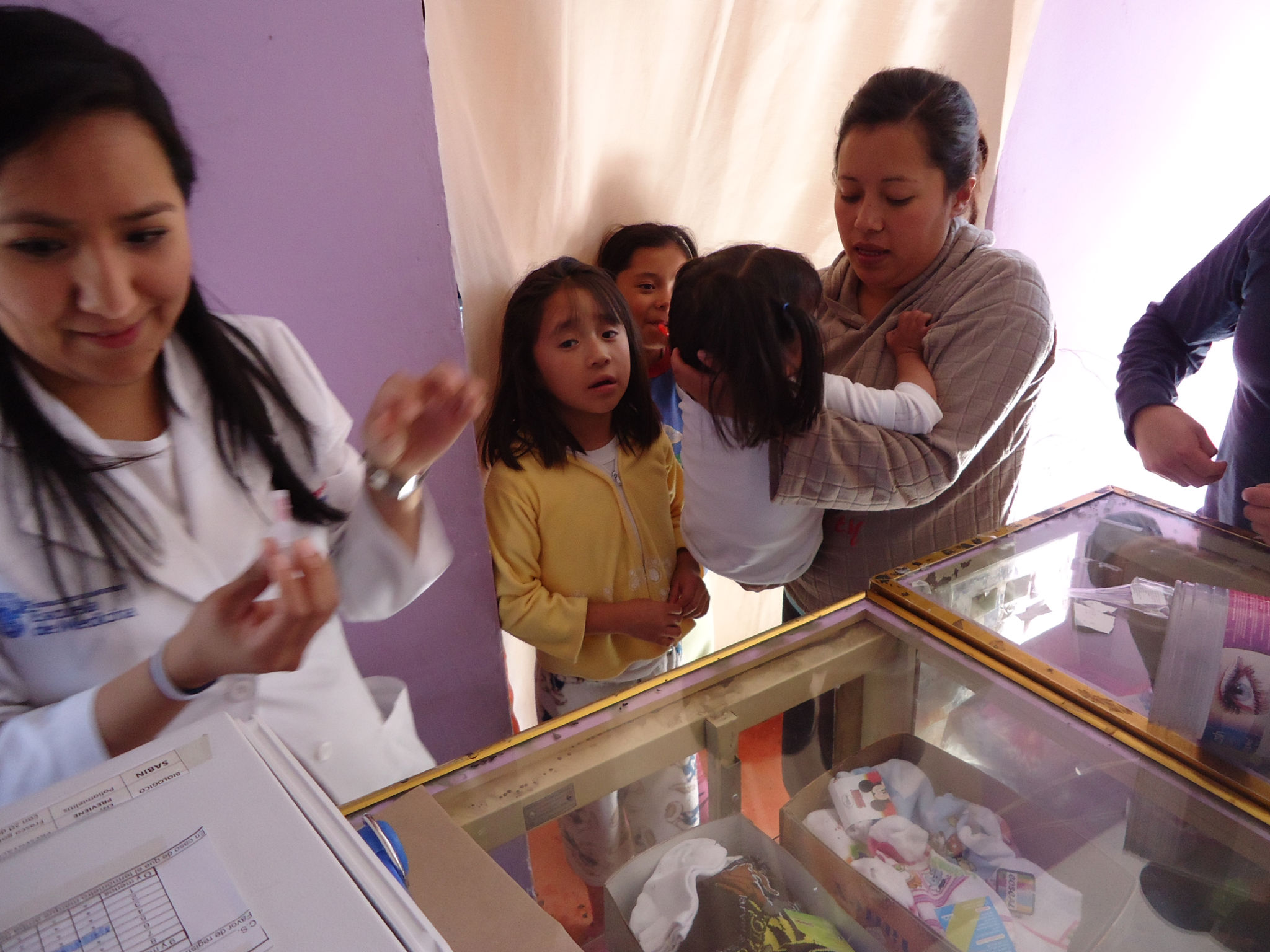
メキシコでポリオワクチンキャンペーンに参加している医学生

免疫化は、能動的な方法と受動的な方法で達成できる。ワクチン接種は能動免疫の形態である。

### 能動免疫
能動免疫とは、人がたとえば微生物と接触したときに自然に起こりうる。その免疫系は、最終的には微生物に対する抗体やその他の防御力を作り出す。次の機会は、この微生物に対する免疫応答が非常に効率的になる可能性がある。これは、人が一度だけ感染して、その後は免疫がある小児感染症の多くに当てはまる。
人為的な能動免疫とは、微生物が自然に取り込まれる前に、その微生物またはその一部を人に注入することである。微生物の全体を使用する場合は前処理されている。
免疫化の重要性は非常に高く、アメリカ疾病管理予防センターは「20世紀における公衆衛生上の10大成果」の1つに選んでいる。弱毒生ワクチンは病原性を低下させた。その有効性は、免疫系の複製能力と、自然感染と同様の応答を誘発する能力に依存する。それらは通常、1回の投与で効果がある。弱毒生ワクチンの例としては、麻疹（はしか）、おたふくかぜ、風疹、MMR、黄熱病、水痘、ロタウイルス、インフルエンザ（LAIV）などがある。

### 受動免疫
受動免疫とは、あらかじめ合成された免疫系の要素を人に移すことで、これらの要素を自身で生成する必要がないようにするものである。現在、抗体は受動免疫に使用することができる。この免疫方法は非常に迅速に機能し始めるが、抗体は自然に分解され、さらに抗体を産生するB細胞がなければ消滅するため、その持続性は短い。
受動免疫は、母親が妊娠中に抗体が胎児に移行するときに生理学的に起こり、出生前や出生直後の胎児を保護する。
人工受動免疫は通常、注射によって投与され、特定の病気が最近発生した場合や、破傷風のように中毒症状が出た場合の応急処置として使用される。この抗体（「血清療法」と呼ばれる）は動物で産生されるが、動物の血清自体に対する免疫のため、アナフィラキシーショックを起こす可能性が高くなる。そのため、細胞培養によってin vitro（生体外）で産生されたヒト化抗体が利用できれば、それを代わりに使用する。

### 効率的な免疫力の向上
効率的なワクチン接種アプローチのため、少数の集団にワクチン接種する方法がCohenらによって開発された（知人免疫法（acquaintance Immunization）と呼ばれる）。スプレッダーの識別とワクチン接種に基づいた別の方法が、Liuらによって開発された。

## 免疫化の経済学

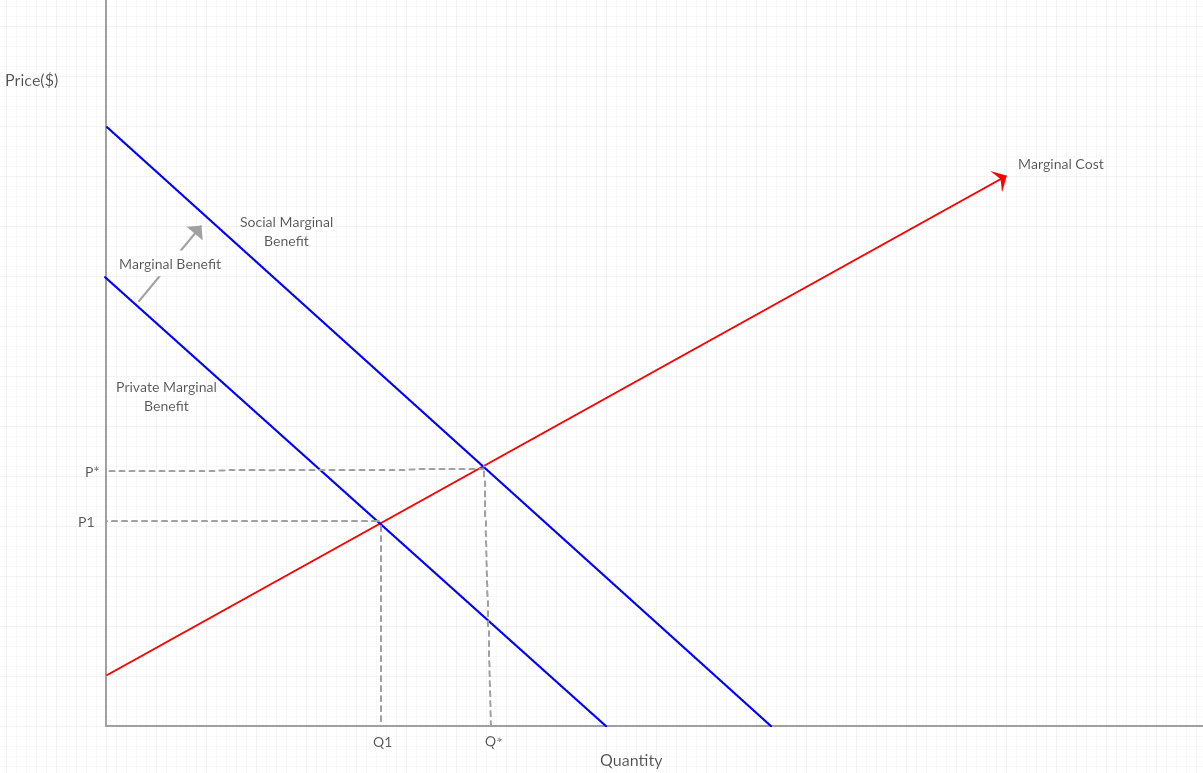
免疫化の外部性を説明した図。個人が私的限界利益に基づいて免疫化を決定した場合、数量Q1、価格P1となるが、社会的に最適なポイントは数量Q*、価格P*となる。私的限界利益線と限界利益線の間の距離は、社会にとっての限界利益のコストである。

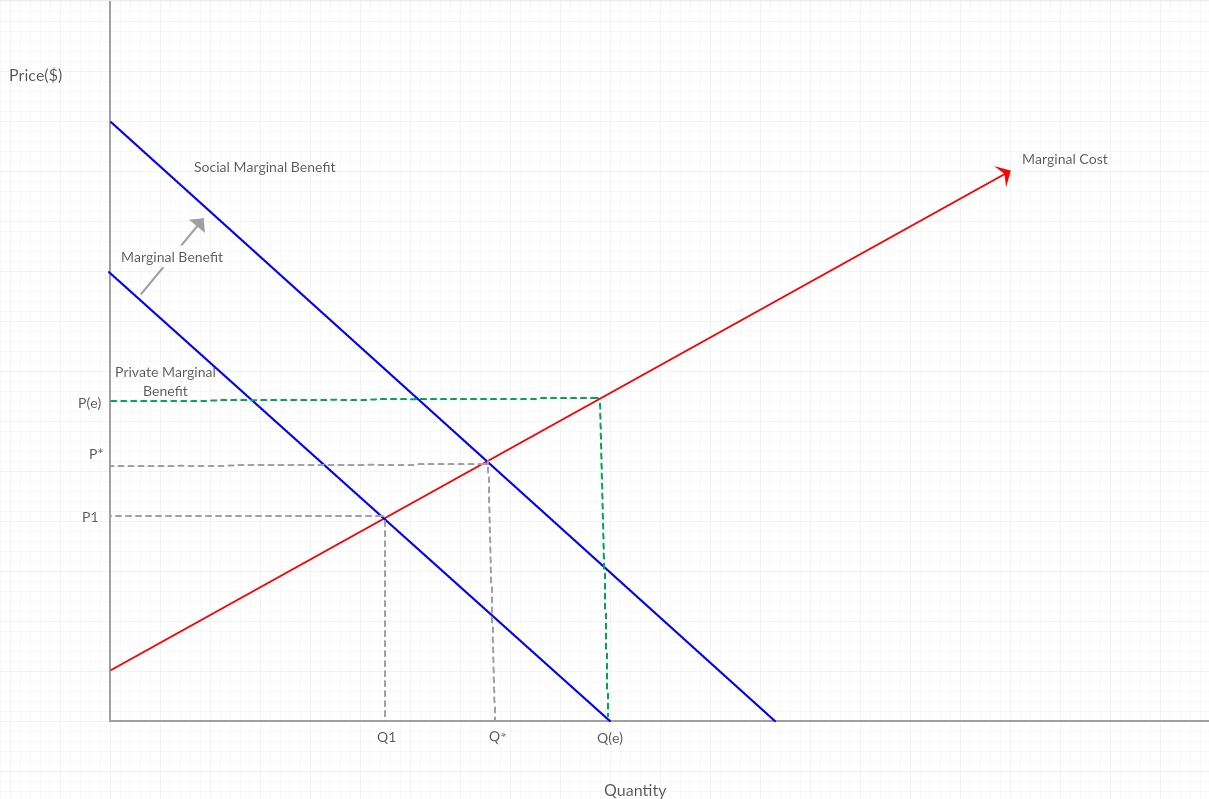
免疫化Aには、Q1をQ(e)にシフトさせるほど大きな社会的限界利益を持たず、代わりにQ*に着地する。

### 正の外部性
免疫化は、正の消費者外部性と呼ばれるものを社会に与える。特定の抗原に対する個人の防御力を高めることに加え、それは集団免疫を通じて社会の他のすべての人により大きな防御力をもたらす。このような付加的な防御力は免疫化の市場取引では考慮されていないため、それぞれの免疫化の限界利益は過小評価されていると見られる。この市場の失敗は、個人が、社会的限界利益ではなく私的限界利益に基づいて意思決定を下すことによって引き起こされる。社会が免疫化を過小評価しているということは、通常の市場取引を通じて、社会的に最適な量よりも低い量になってしまうことを意味する。
たとえば、Aさんは、ある抗原に対する自分の免疫力を100ドルと評価し、免疫化（予防接種）に150ドルかかるとしたら、免疫化を受けることを断念するだろう。しかし、集団免疫という付加価値により、BさんがAさんの免疫力を70ドルと評価した場合、2人の免疫化の社会的限界利益は合計170ドルとなる。Aさんの私的限界利益が社会的限界利益よりも低いと、免疫化の消費不足につながる。

### 社会的に最適な結果
私的限界利益が社会的限界利益よりも低いと、どんな財でも常に消費不足につながる。不均衡の大きさは、それぞれの免疫化に対する社会の価値観によって決まる。多くの場合、免疫化は、抗原を根絶するのに十分な社会的に最適な量に達しない。それよりも、免疫化は、病気の人を最適な量にするような社会的な量に達する。米国で一般的に予防接種を受けている病気のほとんどは、今でも小さな存在を示しているが、時折大流行が発生することがある。麻疹（はしか）は、社会的に最適化されているため、米国では大流行しても一握りの人の死亡に限られることが多い病気の好例である。

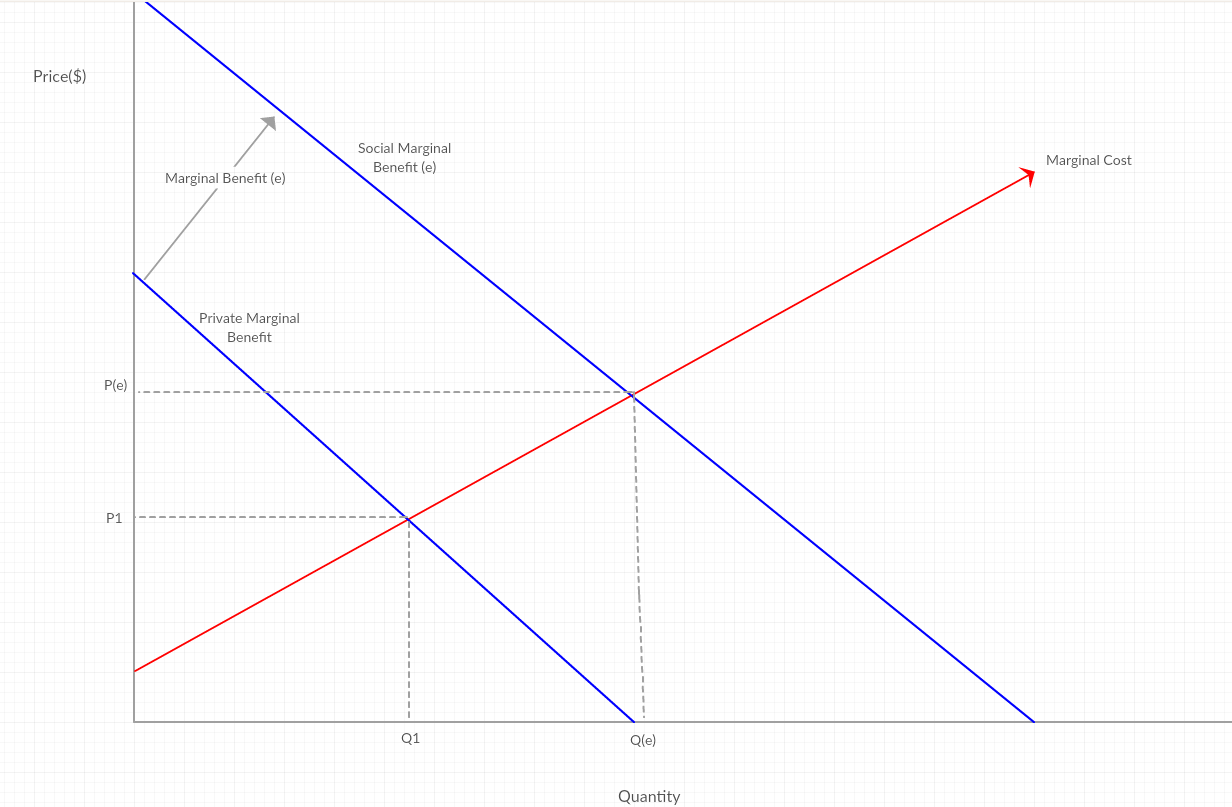
免疫化Bには、Q1を根絶が達成される量であるQ(e)にするのに十分な大きさの社会的限界利益がある。

また、天然痘のように、ウイルスを根絶することで社会的に最適な状態になるほど危険な病気の例もある。これらの場合、社会的限界利益が非常に大きいため、社会は費用を払ってでも、病気の蔓延や生存を不可能にするような免疫化レベルに到達したいと考える。
特定の病気の重症度によらず、免疫化の費用対社会的限界利益は、完全な根絶が必ずしも免疫化の最終目標ではないことを意味する。社会的に最適な結果がどこにあるのかを正確に知ることは困難だが、私たちは免疫化が存在するすべての病気を根絶することではないことを知っている。

### 外部性の内部化
免疫化によってもたらされる正の外部性を内部化するために、限界利益に相当する額が支払わなければならない。米国のような国では、このような支払は通常、政府からの補助金という形で行われる。1962年以前の米国では、予防接種プログラムは地方および州政府レベルで実施されていた。補助金の不整合により、米国の一部の地域では社会的に最適な量に達しものの、他の地域では補助金がなく残され、予防接種の私的限界利益のレベルに留まった。1962年に予防接種支援法が制定されて以来、米国は全体として、社会的に最適な結果に向けて大規模に動いている。政府の補助金にもかかわらず、社会的最適がいつ達成されたかを知ること困難である。予防接種の真の社会的限界利益を決定することの難しさに加えて、文化的運動が私的限界利益曲線をシフトさせていることが見られる。ワクチン論争は、一部の民間人が予防接種を受けることの限界利益に対する見方を変えた。もしAさんが、予防接種には抗原そのものよりも大きな健康リスクがあると信じたなら、費用を負担して予防接種を受けようとは思わないだろう。自発的な参加者が少なくなり、社会的最適に到達する限界利益が拡がると、政府が補助金を使って社会的最適を達成するのは難しくなる。
補助金による政府の介入以外にも、非営利団体が発展途上地域に無料の予防接種を提供することで、社会を社会的に最適な結果に導くことができる。そもそも予防接種を行う余裕がなければ、発展途上の社会では、私的限界利益で決まる量に到達することはできない。予防接種プログラムを実施することで、組織は免疫化が不十分な民間コミュニティを、社会的に最適な状態に導くことができる。

## 人種、民族性および免疫化
米国では、人種や民族性は、予防や治療のための医療サービスの利用や、健康状態を大きく左右する要因となっている。アフリカ系アメリカ人は、ヨーロッパ系アメリカ人に比べて、乳幼児死亡率や全死亡率の主要原因のほとんどが高かった。インフルエンザと肺炎による死亡率の最近の分析では、1999年から2018年にかけて、アフリカ系アメリカ人はヨーロッパ系アメリカ人よりも高い割合でこれらの原因で死亡したことが明らかになった。これらの人種間の格差の一因となっているのは、インフルエンザと肺炎球菌肺炎に対する予防接種率の低下である。COVID-19パンデミックでは、アフリカ系アメリカ人の死亡率はヨーロッパ系アメリカ人よりも高く、アフリカ系アメリカ人では展開中のワクチン接種率が遅れている。ヒスパニック系の予防接種率は、非ヒスパニック系白人よりも低い。

## 参照項目
- 免疫レジストリ（英語版）
- インフルエンザワクチン
- ワクチンで予防できる病気（英語版）
- 世界予防接種週間（英語版）
- ワクチン接種戦略（英語版）
- ネットワーク理論
- パンデミック